# 法爾斯島 (南極洲)
64°31′S 62°53′W / 64.517°S 62.883°W
法爾斯島是南極洲的島嶼，位於哈卡皮克灣，處於帕默群島中昂韋爾島東北岸對開海域，由讓-巴蒂斯特·夏古率領的法國探險隊繪入地圖。